# 科羅拉多圓吻鱥
科羅拉多圓吻鱥（學名：Dionda episcopa）為輻鰭魚綱鯉形目雅羅魚科圓吻鱥屬的其中一種，分布於北美洲美國德克薩斯州、新墨西哥州及墨西哥間的格蘭德河流域，體長可達7.7公分，棲息在岩石底質小溪、河川源頭底中層水域，以藻類為食，生活習性不明。

## 扩展阅读
維基物種上的相關：科羅拉多圓吻鱥